# 山家公賴
山家公賴（1579年—1620年7月29日）是日本戰國時代至江戶時代初期的武將。伊達氏家臣。通稱清兵衛。

## 生平

### 伊達政宗時期
在天正7年（1579年）出生。最初仕於最上氏。後來轉仕於伊達政宗，才能被發現，在政宗的庶長子秀宗被封被宇和島藩時，以藩惣奉行（第一重臣，1千石）的身份跟隨。

### 宇和島藩家老時期
在初期藩政的構築上，以及調節與仙台藩（伊達宗家）和江戶幕府的關係中盡心，在宇和島藩10萬石內分出3萬石，作為隱居料割讓給仙台的政宗，以此延遲歸還從宗家中借來的黃金，而且參加幕府修復大坂城石垣的工事。因為這些行動，招致自身與秀宗和櫻田元親等其他重臣的對立。
而且公賴自身是因為政宗為了監視秀宗而被派遣，身兼目付的角色，亦曾向政宗報告秀宗過於浪費的行狀，更令政宗向秀宗送出勸告的書狀。

### 和靈騷動
元和6年（1620年）1月，在大坂城石垣普請工事中，因為一同擔仕奉行的櫻田元親向秀宗進讒，公賴歸國並向秀宗解釋，並被命令留在家中反省。這是因為在工事的狀況報告中，公賴和元親的報告不同，而公賴是正當的一方，因此失去面子的元親進讒。
元和6年（1620年）6月29日，受秀宗之命的櫻田一派家臣襲撃山家家邸，於翌日早上與家人一同被殺（和靈騷動）。享年42歲。
在這次襲撃事件中，不但是公賴本人，連次男和三男亦被斬殺，9歲的四男被投入井中殺死，因為太過年幼，於是該井在此後被祭祀，女婿鹽谷內匠父子3人亦被殺死，生還的只有被商人匿藏的公賴母親和夫人（而長男則因為身在仙台而無事）。

## 人物、逸話
- 死後，宇和島藩內不斷出現怨靈騷動等事。政敵櫻田元親橫死、宇和島出現大地震和颱風、飢荒等災害、秀宗的長男宗實和次男宗時、六男德松的早死、秀宗的發病等，全部被當作是公賴的鬼魂作祟，並引起恐慌。因此在承應2年（1653年），因為秀宗的命令而建立和靈神社。不過雖然有怨靈傳説，另一方面，亦有公賴在被殺害的首謀者秀宗的夢中事前告知火事的忠臣傳説，在宇和島上，公賴被稱為「和靈大人」（和霊様）。

- 在財政困難的宇和島藩中，奉行節約的原則，亦因為沒有向領民徵收很重年貢，因此受到領民愛慕。不過亦因為大量削減軍費，因此遭櫻田元親等武功派怨恨。

- 遺骸被愛慕的領民秘密埋葬在金剛山大隆寺西面約60米的地方。而且因為在死前抵抗時，把蚊帳的四角切斷，因此當地在公賴的死忌等日子中，有不吊起蚊帳的習俗，甚至流存至近代。

## 外部連結
- 山家公頼